# Bolsa de Comercio de Santiago
La Bolsa de Comercio de Santiago (BCS), fundada el 27 de noviembre de 1893 es el principal centro de operaciones bursátiles de Chile y el tercero más grande de Latinoamérica tras el BOVESPA de São Paulo y la Bolsa Mexicana de Valores. Al año de su creación existían 329 sociedades anónimas, principalmente mineras. Sus transacciones son acciones, bonos, divisas extranjeras y ADRs. La Bolsa es miembro fundador de la Federación Iberoamericana de Bolsas de Valores (FIAB) en 1973. El 2000 inaugura una Bolsa Off-Shore y desde 2011 forma parte del Mercado Integrado Latinoamericano (MILA).
Como indicadores tiene:
- El Índice General de Precios de Acciones (IGPA) creado en 1958 y compuesto de la mayoría de las acciones y de revisión anual.
- El Índice de Precio Selectivo de Acciones (IPSA) que corresponde a las 40 acciones más transadas, creado en 1977 y se revisa anualmente.
- El INTER-10 agrupa las 10 principales empresas del IPSA que cotizan ADRs. Las acciones se seleccionan trimestralmente.

## Edificio de la Bolsa de Comercio de Santiago

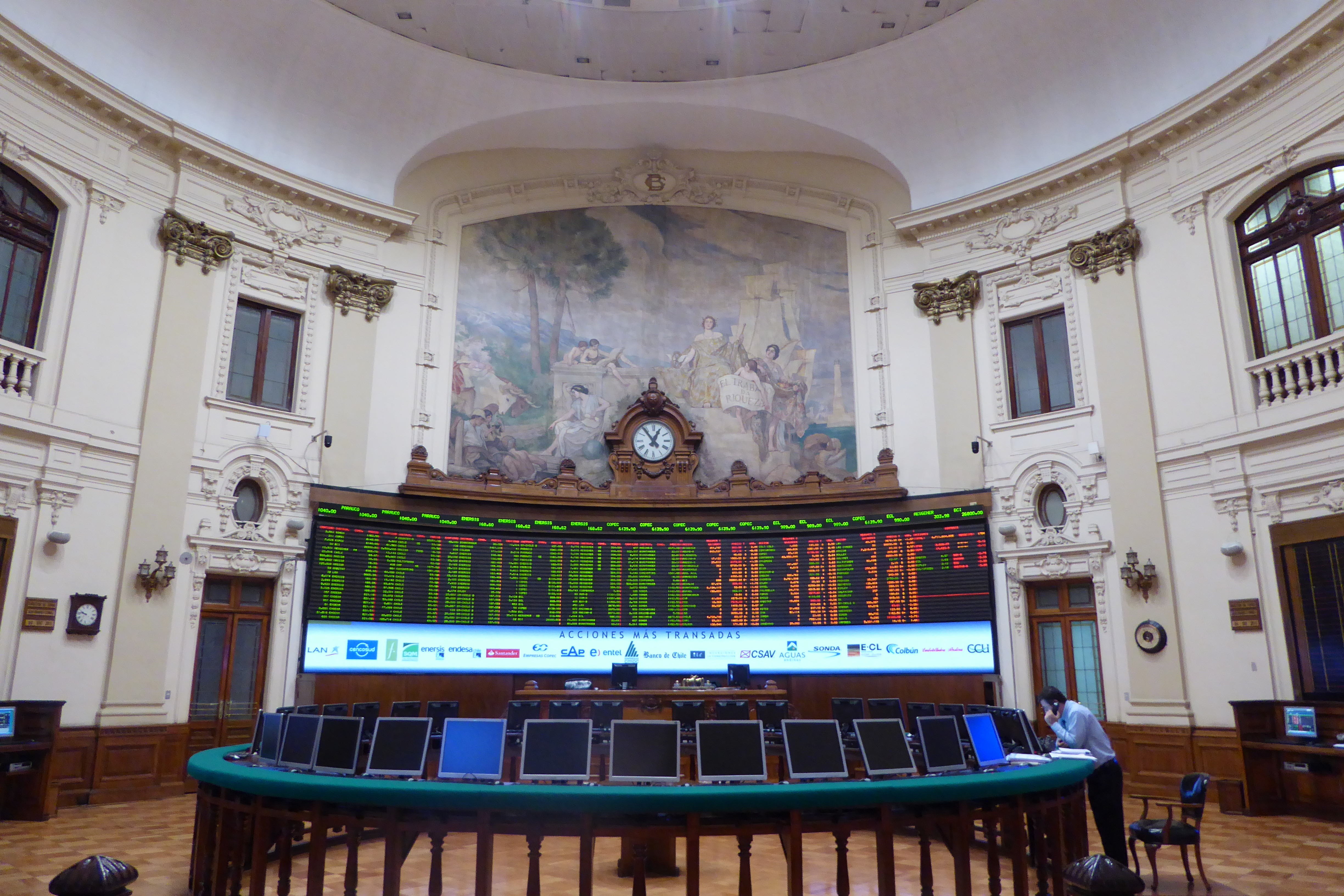
Salón principal de la Bolsa de Comercio.

El edificio sede de sus operaciones, fue construido entre 1913-1917 por el arquitecto Emile Jecquier, en la calle Bandera en pleno centro de Santiago de Chile, sobre terrenos que pertenecieron a las monjas Agustinas. Fue inaugurado oficialmente el 25 de diciembre de 1917. Su arquitectura de clara inspiración renacentista francesa, cuenta con una planta de diseño triangular.
El edificio de la Bolsa de Comercio fue declarada Monumento Nacional en 1981.

## Hitos
- En 1991 se reemplaza la pizarra de la rueda, donde se escribían manualmente las transacciones, por una pantalla electrónica.
- A finales de los 80 se transó por primera vez un millón de dólares en una jornada bursátil.
- En 1986 se registra el récord de variación real anual del IPSA de 139,4%, debido a la autorización a las AFP de invertir en acciones de empresas privatizadas por el Estado.
- A partir de 2011 la BCS se integró con la Bolsa de Valores de Colombia y la Bolsa de Valores de Lima (Perú), la primera fase ha de materializarse a finales del 2010, dando inicio al Mercado Integrado Latinoamericano MILA.